# 1214 هـ
1214 هـ هي سنة في التقويم الهجري امتدت مقابلةً في التقويم الميلادي بين سنتي 1799 و1800.

## أحداث
- السعوديون يتغللون في بادية الشام ويصلون إلى مدينتي سوق الشيوخ والسماوة في العراق.
- المغرب بتخلص من الطاعون الكبير بعد أن قضى ما بين الربع والنصف من مجموعة السكان.[5][6][7]

## مواليد
- إبراهيم الموسوي القزويني

### ذو الحجة
- 18 ذو الحجة - مرتضى الأنصاري عالم دين وفقيه ومرجع شيعي إثني عشري.

## وفيات
- محمد بن أبي القاسم السجلماسي